# Tarbiyat
Die persischsprachige Tarbiyat (Persisch: تربيت; DMG: Tarbīyat; deutsch: „Erziehung“) war die erste nicht-staatliche Zeitung Irans. Sie wurde 1896 von Mirza Mohammad Hosseyn Foroughi, auch bekannt als Zaka-al Molk, in Teheran gegründet und bis 1907 herausgegeben. Für Foroughi, der als Übersetzer von Naser al-Din Shah tätig und auch Poet war, war die Aneignung moderner Wissenschaften entscheidend für die Entwicklung eines Landes und dessen Gesellschaft. Er wollte, im Gegensatz zur weit verbreiteten Auffassung von traditioneller Bildung und Wissenschaft, mit der Herausgabe seiner Zeitschrift zur Modernisierung der iranischen Gesellschaft beitragen.
Der Erscheinungsverlauf der neun Jahrgänge mit insgesamt 434 Ausgaben variierte unregelmäßig zwischen täglich, wöchentlich und monatlich. In den Artikeln wurden sowohl Themen wie Geschichte und Geographie als auch medizinische sowie andere wissenschaftliche Abhandlungen behandelt. Insbesondere durch die literarische Schwerpunktsetzung sowie die Veröffentlichung zahlreicher Übersetzungen wurde die Zeitschrift zum literarischen Vorreiter dieser Zeit.